# Поломы (Костромская область)
Поломы — деревня в Кадыйском районе Костромской области. Входит в состав Чернышевского сельского поселения.

## География
Находится в юго-восточной части Костромской области на расстоянии приблизительно 20 км на юг по прямой от районного центра поселка Кадый на правобережье реки Нёмда.

## История
Известна была с 1897 года как деревня Полома, в 1907 году отмечено было 23 двора.

## Население
Постоянное население составляло 141 человек (1897 год), 107 (1907), 17 в 2002 году (русские 94 %), 4 в 2022.